# Gia Oganesiani
Gia Oganesiani (georgisch გია ოგანესიანი; * 1. September 1989) ist ein georgischer Eishockeyspieler.

## Karriere
Gia Oganesiani gab sein Debüt für die georgische Nationalmannschaft bei der Qualifikation für die Weltmeisterschaft der Division III 2013. In drei Spielen blieb er dabei punktlos und erhielt vier Strafminuten. In der Folge absolvierte er die Weltmeisterschaften der Division III in den Jahren 2014, 2015, 2016, 2017 und 2018. Dabei gelang 2018 der erstmalige Aufstieg in die Gruppe B der Division II. Des Weiteren spielte Oganesiani bei der Qualifikation für die Olympischen Winterspiele 2018.
Auf Vereinsebene spielt Oganesiani für Bakurianis Mimino in der georgischen Eishockeyliga.

## Erfolge und Auszeichnungen
- 2018 Aufstieg in die Division II, Gruppe B bei der Weltmeisterschaft der Division III